# Marienchorstraße 3 (Stralsund)

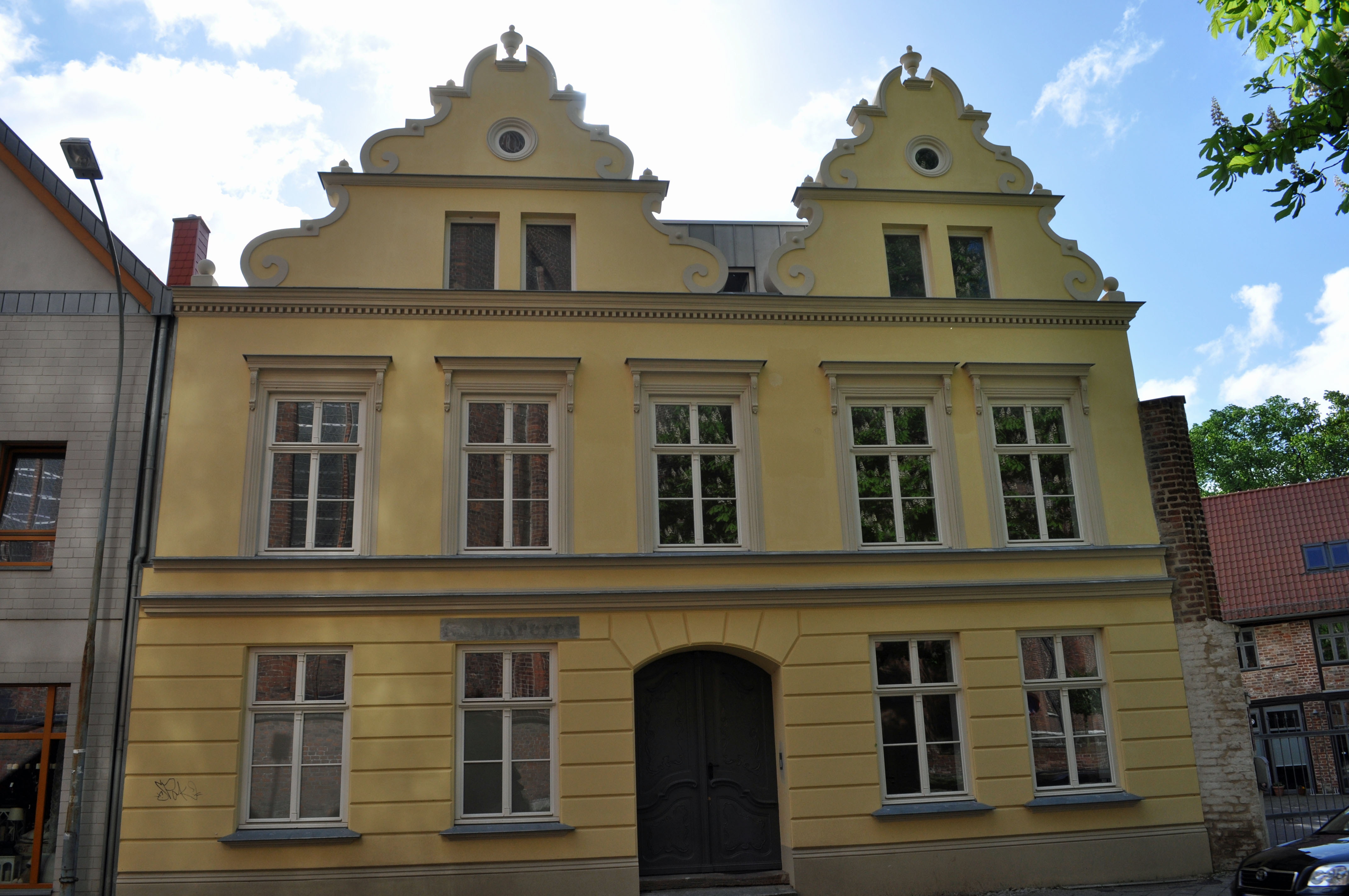
Das Haus Marienchorstraße 3 in Stralsund (2012)

Das Gebäude mit der postalischen Adresse Marienchorstraße 3 ist ein denkmalgeschütztes Bauwerk in der Marienchorstraße in Stralsund, gegenüber der Einmündung der Marienstraße.
Der zweigeschossige und fünfachsige Putzbau mit doppeltem Volutengiebel wurde im 16. Jahrhundert errichtet.
Die Fassade wurde am Ende des 19. Jahrhunderts im Stil der Neorenaissance umgeformt. Die zweiflügelige Haustür im segmentbogigen Portal ist im Stil des Rokoko geschnitzt.
Das Haus liegt im Kerngebiet des von der UNESCO als Weltkulturerbe anerkannten Stadtgebietes des Kulturgutes „Historische Altstädte Stralsund und Wismar“. In die Liste der Baudenkmale in Stralsund ist es mit der Nummer 501 eingetragen.